# Cerkev sv. Martina, Kranj
Cerkev sv. Martina, krajše Šmartin, je župnijska cerkev Župnije Kranj - Šmartin v kranjskem predelu Stražišče. V bližini cerkve stoji bronasti kip slovenskega misijonarja Friderika Barage. V okviru župnije deluje katoliški vrtec z imenom Baragov vrtec.

### Zgodovina
Stara cerkev sv. Martina je stala ob reki Savi, današnjo pa so pozidali med letoma 1727 in 1735. Glavna stavba je bila dokončana leta 1734, tik pred smrtjo župnika Urbana Cavaliera. Tri leta kasneje je dokončana notranjščina in 13. oktobra 1737 cerkev posveti škof Feliks grof Schrotenbach. To dokazuje tudi freska z letnico posvetitve cerkve, ki se nahaja na oboku med ladjo in prezbiterijem.
V ljubljanskem škofijskem arhivu je ohranjeno poročilo tedanjega župnika Urbana Cavaliera, v katerem se za gradnjo poljanske cerkve sv. Volbenka omenja »poljanski« arhitekt Maček. Ker poljansko in šmartinsko cerkev veže več stilnih znamenj, lahko avtorstvo šmartinske cerkve pripišemo Mačku. Cerkev je bila Mačku pripisana, ker ima enak tloris kot poljanska cerkev, enak obok v ladji in v prezbiteriju, pri obeh cerkvah pa lahko vidimo enako obravnavo svetlobnih problemov. Sem spada še cerkev na Limbarski gori, ki ima enak slavolok in prezbiterij. Drugi dokaz, da bi vse tri cerkve lahko gradil Gregor Maček mlajši, je časovni okvir, v katerem so nastale, saj jih s tem uvrščamo v dobo prve zrelosti arhitekta. Asja Krečič v uredniških pripombah navaja (Matijo?) Mačka kot arhitekta cerkve in župnišča.

### Tloris
S tlorisa lahko razberemo, da ima cerkev ovalno oz. elipsasto jedro v pravokotnem obrisu. Na vsaki strani ima po dve kapeli, ki sta postavljeni diagonalno na jedro, tako da, ko stopimo v cerkev/prostor, dobimo občutek pravokotnega prostora. Na severozahodni strani se cerkev zaključuje s kupolnim prezbiterijem, nasproti njega pa na šestih stebrih sloni korni del s kornim obhodom. Leta 1907 je cerkev dobila nove orgle, ki naj bi po podatkih Franceta Pokorna stale 6000 kron. V baročni arhitekturi zalet v višino ni več tako pomemben kot v gotiki, zato se v tem primeru uvaja horizontalna členitev stene, ki teče vzporedno s tlemi.

### Zunanjščina
Zunanjščino cerkve so v 19. stoletju preuredili. Danes je njen videz zelo preprost, saj je videti kot kvader, obložen z pilastri. Bolj razgibana je le glavna fasada, kjer se pilastri nadaljujejo v čelo stavbe. Med nadstropji je zidni venec. Cerkev je pokrita z dvokapno streho. Glavna fasada je sestavljena iz treh pasov. V pritličnem pasu je portal, na vsako stran pa so v nišah vzidani nagrobniki. V sredinskem pasu imamo troje pravokotnih oken in med njimi dve niši, v kateri sta danes postavljena kipa. V trikotnem zaključku sta dve okenski odprtini, ki sta za tretjino manjši od spodnjih treh. Na vrhu je še manjša odprtina, ki ni zastekljena. Med pravokotnima oknoma na vrhu je freska sv. Martina, ki daje svoj plašč beraču. Na jugozahodnem delu stoji zvonik s pravokotnim tlorisom, za njim je okno, ki gleda v prezbiterij. Okna na stranskih fasadah so polkrožno zaključena in so postavljena nad stranske oltarje.

### Oprema
Današnji oltarji so delo Štefana Šubica, ki jih je cerkev dobila okoli leta 1860. Na levi sta stranska oltarja posvečena Materi Božji in sv. Štefanu. Desna dva oltarja pa sta posvečena sv. Juriju in sv. Janezu Nepomuku. Vsi stranski oltarji so oblikovani na enak način – dva pilastra, dva stebra, na vsaki strani po dve figuri, med njimi polkrožno zaključena slika in na vrhu po dva angela. V primeru oltarja, ki je posvečen Mariji, je na sredini namesto slike kip celopostavne Marije z Jezusom. Glavni marmorni oltar sestavljajo po trije stebri na vsaki strani s korintskimi kapiteli, med katerimi sta na vsaki strani po dve figuri svetnikov (sv. Nikolaj, sv. Leopold, sv. Volbenk in sv. Urh). Na vrhu oltarja je podoba Svete Trojice z dvema celopostavnima angeloma in dvema glavama angelov. Višje ob straneh sedita angela, ki pogledujeta proti Sveti Trojici, na polkrožnem zaključku pa so še štirje manjši angeli. Pred oltarjem stoji oltarna miza z tabernakljem.

Od prvotne opreme se je ohranila samo baročna prižnica in freske na oboku. Obok ladje je okrašen z ovalnimi freskami šestih cerkvenih očetov. Vsak izmed njih ima pri sebi knjigo, prav tako je pod vsakim napis. Sv. Ambrož ima knjigo z naslovom DE SPE, pod njim pa napis »V obilnem upanju se moja duša veseli«. Sv. Hieronim gleda navzgor v trombo iz katere prihaja napis VENITE. Na mizi zraven njega je knjiga z napisom DE IU-DICIO, pod njim napis »Gospodova sodba me grozno plaši«. Sv. Avguštin z odprtimi rokami kaže na napis v knjigi DE CHARITATE, pod njim je izrek: »V ljubezni mi srce gori in pri Bogu biti želi«. Sv. Gregor Veliki v roki drži knjigo, zraven njega je še odprta knjiga DE FIDE, pod njim preberemo napis »Živa vera mi krepost daje«. Sv Bernard pogleduje navzgor proti Mariji in Jezuščku, zraven njega je knjiga z napisom DE HUMILITATE, pod njim napis »Ponižnim Bog svojo milost da«. Zadnji je sv. Bonaventura, ki gleda v knjigo z napisom DE CASTITATE, pod njim pa napis »O sveta čistost, komu bi primerjal tvojo lepoto«.
- Veliki oltar
- Baročna prižnica